# Perigune
Perigune (en grec antic Περιγούνη), va ser, segons la mitologia grega, una filla de Sinis, el bandit que assaltava els viatgers prop de Corint.
Sinis va ser mort per Teseu quan l'heroi es dirigia a Atenes. Perigune, mentre Teseu matava el seu pare, es va amagar en una plantació d'espàrrecs. Després s'uní amb l'heroi que li donà un fill, Melanip. Més tard, Teseu la va donar en matrimoni a Deíon (o Molíon) un fill d'Èurit.
Melanip, el fill de Teseu i de Perigune, va tenir al seu torn un fill, Ioxos, els descendents del qual tenien una devoció especial cap als espàrrecs, ja que havien salvat la vida de la seva avantpassada